# Alboglossiphonia novaecaledoniae
Alboglossiphonia novaecaledoniae (лат.) — вид плоских пиявок.

## Название
Видовой эпитет образован от названия острова Новая Каледония (лат. Nova Caledonia), на котором этот вид был обнаружен.

## Описание

### Внешний вид
Общая длина исследованных экземпляров Alboglossiphonia novaecaledoniae в зафиксированном состоянии составляет 6—8,5 мм, ширина 3—4,8 мм. Тело листообразное, уплощённое в спинно-брюшном направлении, с низким выступом спинной стороны по медиальной линии. Задняя присоска имеет диаметр 1—1,7 мм, сильно смещена на брюшную сторону и со спины практически не заметна. Крупные сосочки на теле отсутствуют, однако в отдельных сегментах обнаруживаются следы наличия маленьких сенсорных сосочков.
Окраска тела светлая, на спинной стороне с центральным рядом более тёмных пятен (слабо заметных на фиксированных экземплярах). Эти пятна начиная с IV сегмента появляются на каждом 3-м кольце, на сегментах XXIII и XXIV (состоящих из 2 колец) — на 2-м, последнее пигментное пятно заметно на XXV сегменте.
На переднем конце тела имеется три пары глаз, глаза передней пары (сегмент III) маленькие, сильно сближенные и почти соприкасающиеся. Между глазами как второй, так и третьей пары (сегмент IV) расстояние широкое, однако с каждой стороны глаз второй пары сливается с глазом третьей пары.

### Сегментация
Тело сегментированное. Сегменты I и XXV—XXVII состоят из 1 кольца, сегменты II и XXIII—XXIV — из двух колец, сегменты III—XXII — из трёх колец. Суммарно тело насчитывает 70 колец.

### Анатомия
Глотка имеет то же строение, что и у более исследованного вида Alboglossiphonia heteroclita, достигает XI сегмента. Пищевод в передней части XII сегмента переходит в желудок, обладающий 6 парами карманов (отростков): 5 парами коротких неразветвлённых карманов и 1 парой более длинных карманов, состоящих из 4—5 долей. Кишечник также образует 4 пары простых округлой формы карманов, направленных кпереди. Анальное отверстие находится позади от XXV сегмента.
Нефридии развиты слабее, нежели у Alboglossiphonia heteroclita, однако заметнее, чем у Alboglossiphonia australiensis. Воронки нефридиев крупные, хорошо заметные, располагаются около ганглиев (нервных узлов) в сегментах X—XXI и, как правило, прикреплены к стенке желудка. Концевые участки выделительных каналов, по-видимому, очень тонкие.

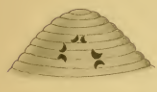
Расположение глаз Alboglossiphonia novaecaledoniae

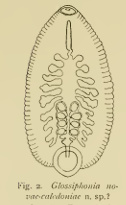
Пищеварительная система Alboglossiphonia novaecaledoniae (рисунок). Видно 5 пар простых карманов желудка и 1 пару разветвлённых.

Гермафродиты. Мужское и женское половые отверстия (гонопоры) разделены 1 кольцом (мужская гонопора открывается на границе IX и X сегментов, женская — на X сегменте). Яйцевых мешков 5 пар (занимают задние части сегментов XXII—XXVII и передние части сегментов XXIII—XXVIII). Семенных мешков также 5 пар.

## Распространение
Обнаружена в коммуне Канала на острове Новая Каледония. Описана по 2 экземплярам, обнаруженным в 1911 году, с тех пор ареал вида не исследовался.

## Таксономия
Молекулярные данные отсутствуют. Изначально была описана в составе рода Glossiphonia; позднее из него был выделен род Alboglossiphonia, в который она была перемещена вместе с группой родственных видов. На основании морфологических и зоогеографических соображений, сближается с Alboglossiphonia australiensis, Alboglossiphonia conjugata, Alboglossiphonia intermedia, Alboglossiphonia mesembrina и Alboglossiphonia multistriata. В частности, для всех этих видов характерно наличие 1 кольца между гонопорами и распространение в Африке, Австралии и Южной Америке.
Выделяется в отдельный вид на основании особенностей окраски, а также наличия всего 5 (а не 6) пар семенных мешков. Аналогичная особенность присуща лишь Alboglossiphonia tasmaniensis, надёжно отличающейся по объединению мужской и женской гонопор в одно отверстие.